# Алексеєвський (Желєзногорський район)
Алексеєвський (рос. Алексеевский) — селище в Желєзногорському районі Курської області Російської Федерації.
Населення становить 18 осіб. Входить до складу муніципального утворення Ришковська сільрада.

## Історія
Населений пункт розташований на території українського етнічного та культурного краю Східна Слобожанщина.
Від 2004 року входить до складу муніципального утворення Ришковська сільрада.

## Населення
| 1979 | 2002 | 2010 |
| ---- | ---- | ---- |
| 55   | ↘19  | ↘18  |